# 로봇, 소리
《로봇, 소리》는 2016년에 개봉한 대한민국의 영화이다.

## 줄거리
아무런 증거도 단서도 없이 사라진 딸의 행방을 찾기 위해 전국을 돌아다니던 해관은 우연히 인공위성을 줍게 된다. 딸을 포기하려던 순간 절묘한 타이밍에 나타난 그 로봇은 목소리로 대상의 위치를 추적할 수 있는 특별한 능력까지 지녔다. 
연신 “그녀를 찾아야 한다”라고 말하는 로봇에게 해관은 자신의 딸을 찾아주면 자신도 그녀를 찾아 주겠다고 거래를 한다.

## 등장인물
- 이성민 : 김해관 (아버지) 역
- 이희준 : 신진호 역
- 이하늬 : 강지연 역
- 채수빈 : 김유주 역
- 김원해 : 구철 역
- 심은경 : 소리 (목소리) 역
- 곽시양 : 현수 역
- 류준열 : 씨없는 딸기 역
- 전국환 : 고 사장 역
- 전혜진 : 현숙 역
- 이영진 : 유성진 역
- 강진아 : 장근영 역
- 김하유 : 어린 김유주 역
- 박영수 : 청년회장 역
- 이무생 : 국정원 요원 1 역
- 남연우 : 국정원 요원 2 역
- 이승준 : 국정원 요원 4 역
- 문재원 : 국정원 요원 5 역
- 정우혁 : 뻥튀기 장수 역
- 차순배 : 보트주인 역
- 이현걸 : 인천항 경찰 역
- 이동용 : 왜소남 역
- 정도원 : 응급실형사 역
- 조덕현 : 노광민 국정원차장 역 (특별출연)
- 故 한지성 :갑판커플 여 역